# Dahalo
Dahalo, maleno pleme iz skupine Kušita naseljeno blizu ušća rijeke Tana u distriktima Lamu i Tana River, u provinciji Coast, Kenija. Premda im jezik ima neke click-glasove [ŋ̊ǀ] i [ŋǀ], jezično su nasrodni narodima Kojsan (Khoisan). Etnička populacija iznosi svega 400 (1992. Brenzinger). Asimiliraju se u susjedne narode, kao što su Swahili, na čijem su jeziku bilingualni i polako nestaju.